# Ирокуой (округ)
И́рокуой (англ. Iroquois County) — округ в штате Иллинойс, США. Официально образован в 1833 году. По состоянию на 2010 год, численность населения составляла 29 718 человек.

## География
По данным Бюро переписи США, общая площадь округа равняется 2898,213 км², из которых 2893,033 км² — суша, и 1,6 км², или 0,1 %, — это водоёмы.

## Население
По данным переписи населения 2000 года в округе проживает 31 334 жителя в составе 12 220 домашних хозяйств и 8712 семей. Плотность населения составляет 11,00 человек на км2. На территории округа насчитывается 13 362 жилых строения, при плотности застройки около 5,00-ти строений на км2. Расовый состав населения: белые — 95,93 %, афроамериканцы — 0,71 %, коренные американцы (индейцы) — 0,17 %, азиаты — 0,30 %, гавайцы — 0,02 %, представители других рас — 2,07 %, представители двух или более рас — 0,79 %. Испаноязычные составляли 3,88 % населения независимо от расы.
В составе 31,30 % из общего числа домашних хозяйств проживают дети в возрасте до 18 лет, 59,20 % домашних хозяйств представляют собой супружеские пары, проживающие вместе, 8,50 % домашних хозяйств представляют собой одиноких женщин без супруга, 28,70 % домашних хозяйств не имеют отношения к семьям, 25,20 % домашних хозяйств состоят из одного человека, 13,40 % домашних хозяйств состоят из престарелых (65 лет и старше), проживающих в одиночестве. Средний размер домашнего хозяйства составляет 2,51 человека, и средний размер семьи 2,99 человека.
Возрастной состав округа: 25,40 % — моложе 18 лет, 7,10 % — от 18 до 24, 25,70 % — от 25 до 44, 23,60 % — от 45 до 64, и 23,60 % — от 65 и старше. Средний возраст жителя округа — 40 лет. На каждые 100 женщин приходится 96,20 мужчин. На каждые 100 женщин старше 18 лет приходится 91,80 мужчин.
Средний доход на домохозяйство в округе составлял 38 071 USD, на семью — 45 417 USD. Среднестатистический заработок мужчины был 31 799 USD против 20 936 USD для женщины. Доход на душу населения составлял 18 435 USD. Около 6,80 % семей и 8,70 % общего населения находились ниже черты бедности, в том числе — 11,80 % молодежи (тех, кому ещё не исполнилось 18 лет) и 6,70 % тех, кому было уже больше 65 лет.